# 兩部神道
兩部神道，又稱兩部習合神道，是指以佛教真言宗（密教）的立場解釋神道。

## 概要
在密宗教義中，宇宙是大日如來的示現，分別演示出金剛界曼荼羅和胎藏界曼荼羅。在兩部神道中，日本國神則是佛菩薩的本地垂跡。

## 思想
兩部神道中，伊勢内宮的祭神天照大神是胎蔵界中的大日如來，伊勢外宮的豐宇氣毘賣神是金剛界的大日如來，伊勢神宮的内宮和外宮分別象徵金剛界和胎藏界。
另一方面，日本書紀的三神分別代表佛的三身：國常立尊是法身，國狹槌尊是報身、豐雲野神是應身，三神合一就是大日如來。
另外，古事記中的神世七代等於佛教中的過去七佛。

## 歷史
兩部神道的出現，是因佛教傳入日本，神道受影嚮而萌芽。
進入奈良時代後，出現日本神和日本人一樣願聽佛法受救度的想法，出現了神宮寺，和尚在神社讀經的情況。
在8世紀，本地垂迹說發生，成為日後神佛習合思想的基礎。平安時代後期，佛家的神道理論成立。融合真言宗的兩部神道和融合天台宗的山王神道，正式理論化。

## 影響
兩部神道對後世神道影嚮極大，修驗道與後世很多習合神道教派也是它的支流。
相反，在14世紀出現了反本地垂跡的伊勢神道、吉田神道也是與這一派有關。
明治元年發布神佛分離令後，兩部神道遭到毀滅性打擊，終結了神道中佛主神從的主流派地位，同時終結神道依附佛教發展的時代。